# Welsk

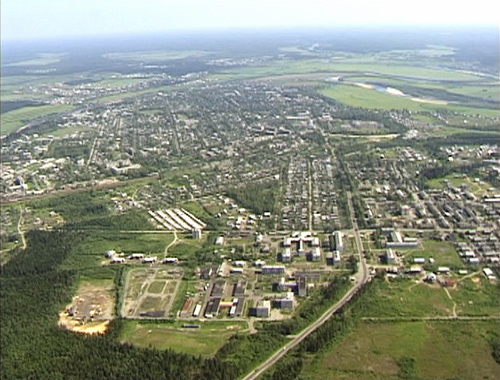
Luftbild von Welsk

Welsk (russisch Вельск) ist eine Stadt in Nordwestrussland. Sie gehört zur Oblast Archangelsk und hat 23.885 Einwohner (Stand 14. Oktober 2010). Sie ist Verwaltungszentrum des gleichnamigen Welski rajon.

## Geografie
Die Stadt liegt etwa 545 km südlich der Oblasthauptstadt Archangelsk, an der Mündung der namensgebenden Wel in die Waga, einem linken Nebenfluss der Nördlichen Dwina.

## Geschichte
Welsk wurde 1137 als Wel in einem Dokument des  Nowgoroder Fürsten Swjatoslaw Olegowitsch erstmals erwähnt. Bis zum Jahr 1550 trug der Ort den Namen Welski Pogost. Ab Mitte des 16. Jahrhunderts war die nun Welski Possad genannte Siedlung Teil des Waschski ujesd (Важский уезд). 1708 wurde es Teil des Gouvernements Archangelgorod. Am 6. August 1780 erhielt Welsk den Stadtstatus und war von 1796 bis 1929 Teil des Gouvernements Wologda. Das aus zwei Teilen bestehende Wappen von Welsk enthält seit dieser Zeit neben dem Teerfass, dass die in Welsk ansässige Teerindustrie symbolisiert, im oberen Teil das Wappen Wologdas. Im 19. Jahrhundert war Welsk Zentrum der Flachsproduktion. Von Mitte des 19. Jahrhunderts bis 1940 war das Gebiet um Welsk außerdem ein Ort politischer Verbannung. 1929 wurde Welsk zum Zentrum des neu gegründeten Welski rajon und im Jahr 1937 Teil der Oblast Archangelsk.

### Bevölkerungsentwicklung
Die folgende Übersicht zeigt die Entwicklung der Einwohnerzahlen von Welsk.
| Jahr | Einwohner |
| ---- | --------- |
| 1897 | 1.989     |
| 1926 | 3.500     |
| 1939 | 6.712     |
| 1959 | 16.938    |
| 1970 | 21.899    |
| 1979 | 24.556    |
| 1989 | 25.967    |
| 1996 | 26.400    |
| 2002 | 26.241    |
| 2010 | 23.885    |

Anmerkung: Volkszählungsdaten (1926 gerundet)

## Wirtschaft und Verkehr
Die wichtigsten Wirtschaftszweige sind die Nahrungsmittelindustrie, die holzverarbeitende Industrie sowie der Maschinenbau.
In Welsk wird die Waga vom Westabschnitt Konoscha – Kotlas der nach Workuta weiterführenden Petschora-Eisenbahn gekreuzt. Durch Welsk verläuft die Fernstraße M8 von Moskau nach Archangelsk. Die Stadt ist außerdem im Besitz eines Flughafens.

## Söhne und Töchter der Stadt
- Georgi Karpetschenko (1899–1941), Biologe
- Arseni Roginski (1946–2017), Historiker und Menschenrechtler